# Raíces (álbum de Los Tigres del Norte)
Raíces es un álbum de versión lanzado por la banda de música regional mexicana Los Tigres del Norte el 4 de mayo de 2008. Este álbum se convirtió en su sexto número uno en el Billboard Top Latin Albums. Ganó el Premio Grammy al Mejor Álbum Norteño en los Premios Grammy de 2009.

## Lista de canciones
La información proporcionada de Billboard.

| N.º | Título               | Duración |  |
| 1.  | «El Rey»             | 2:23     |  |
| 2.  | «Rumbo al Sur»       | 3:30     |  |
| 3.  | «El Hijo del Pueblo» | 3:04     |  |
| 4.  | «El Golpe Traidor»   | 3:04     |  |
| 5.  | «No Volveré»         | 3:21     |  |
| 6.  | «Mi Gusto Es»        | 3:39     |  |
| 7.  | «Sangre Caliente»    | 3:43     |  |
| 8.  | «Cien Años»          | 3:42     |  |
| 9.  | «Tu Recuerdo y Yo»   | 3:06     |  |
| 10. | «Sin Ti»             | 3:17     |  |
| 11. | «No Me Amenaces»     | 2:31     |  |
| 12. | «Tonta (Tonto)»      | 3:21     |  |

## Personal
La información viene de Allmusic.
- Hernán Hernández – Asistente de producción, voz, bajo eléctrico
- Jorge Hernández – Voz, acordeón
- Eduardo Hernández – Voz, acordeón, bajo sexto, saxofón
- Luis Hernández – Voz, bajo sexto
- Oscar Lara – Batería
- Don C. Tyler – Ingeniero de masterización
- Alfonso Ródenas – Engineer, mixing
- Joseph Pope - Ingeniero, mezcla
- Adriana Rebold – Diseño gráfico, dirección artística
- Pablo Castro – Dirección artística

## Rendimiento del gráfico
| Gráfica (2008)                        | Posición más alta |
| ------------------------------------- | ----------------- |
| México AMPROFON Lista de álbumes      | 32                |
| USA Billboard Top Latin Albums        | 1                 |
| USA Billboard Regional Mexican Albums | 1                 |
| USA Billboard 200                     | 68                |